# Bolbochromus ryukyuensis
Bolbochromus ryukyuensis là một loài bọ cánh cứng trong họ Geotrupidae. Loài này được Masumoto miêu tả khoa học năm 1984.